# Krasnyj Cholm
Krasnyj Cholm (rusky Красный Холм) je město v Tverské oblasti v Rusku. Je administrativním centrem Krasnocholmského rajónu. V roce 2015 zde žilo 5 318 obyvatel.